# Antime
Antime ist ein Ort und eine ehemalige Gemeinde (Freguesia) im Norden Portugals.
Antime gehört zum Kreis Fafe im Distrikt Braga. Die Gemeinde hatte eine Fläche von 3,1 km² und 1476 Einwohner (Stand 30. Juni 2011).
Am 29. September 2013 wurden die Gemeinden Antime und Silvares (São Clemente) zur neuen Gemeinde União das Freguesias de Antime e Silvares (São Clemente) zusammengeschlossen. Antime ist Sitz dieser neu gebildeten Gemeinde.